# Патнам (округ, Западная Виргиния)
Округ Патнам (англ. Putnam County) располагается в США, штате Западная Виргиния. Официально образован 11 марта 1848 года, получил своё название в честь американского генерала и участника войны за независимость Израэля Патнэма. По состоянию на 2012 год, численность населения составляла 56 435 человек.

## География
По данным Бюро переписи США, общая площадь округа равняется 906 км², из которых 896 км² суша и 12 км² или 1,3 % это водоёмы.

### Соседние округа
- Мейсон (Западная Виргиния) — север
- Джэксон (Западная Виргиния) — северо-восток
- Канова (Западная Виргиния) — восток
- Линкольн (Западная Виргиния) — юг
- Кабелл (Западная Виргиния) — запад

## Демография
По данным переписи населения 2000 года в округе проживает 51 589 жителей в составе 20 028 домашних хозяйств и 15 281 семей. Плотность населения составляет 58 человек на км². На территории округа насчитывается 21 621 жилых строений, при плотности застройки около 24-х строений на км². Расовый состав населения: белые — 97,97 %, афроамериканцы — 0,56 %, коренные американцы (индейцы) — 0,16 %, азиаты — 0,58 %, гавайцы — 0,02 %, представители других рас — 0,13 %, представители двух или более рас — 0,59 %. Испаноязычные составляли 0,51 % населения независимо от расы.
В составе 35,40 % из общего числа домашних хозяйств проживают дети в возрасте до 18 лет, 64,20 % домашних хозяйств представляют собой супружеские пары проживающие вместе, 8,90 % домашних хозяйств представляют собой одиноких женщин без супруга, 23,70 % домашних хозяйств не имеют отношения к семьям, 20,60 % домашних хозяйств состоят из одного человека, 7,90 % домашних хозяйств состоят из престарелых (65 лет и старше), проживающих в одиночестве. Средний размер домашнего хозяйства составляет 2,56 человека, и средний размер семьи 2,96 человека.
Возрастной состав округа: 25,00 % моложе 18 лет, 7,60 % от 18 до 24, 30,40 % от 25 до 44, 25,50 % от 45 до 64 и 11,60 % от 65 и старше. Средний возраст жителя округа 38 лет. На каждые 100 женщин приходится 96,70 мужчин. На каждые 100 женщин старше 18 лет приходится 93,50 мужчин.
Средний доход на домохозяйство в округе составлял 41 892 USD, на семью — 48 674 USD. Среднестатистический заработок мужчины был 40 782 USD против 23 532 USD для женщины. Доход на душу населения составлял 20 471 USD. Около 7,10 % семей и 9,30 % общего населения находились ниже черты бедности, в том числе — 11,30 % молодежи (тех кому ещё не исполнилось 18 лет) и 7,60 % тех кому было уже больше 65 лет.